# Вінченцо Фрезія
Вінченцо Фрезія (італ. Vincenzo Fresia, 2 жовтня 1888, Верчеллі — 1 січня 1946) — італійський футболіст, що грав на позиції нападника, насамперед за «Про Верчеллі», у складі якого — п'ятиразовий чемпіон Італії. Виступав за національну збірну Італії.
По завершенні ігрової кар'єри — тренер.

## Клубна кар'єра
У дорослому футболі дебютував 1908 року виступами за команду «Про Верчеллі» з рідного міста. У першому ж сезоні допоміг команді здобути перший у її історії титул чемпіона Італії. До 1914 року був частиною команди «Про Верчеллі», яка домінувала у тогочасному італійському футболі, вигравши загалом п'ять титулів переможця італійської першості.
У 1911 році також провів один матч за «Торіно».

## Виступи за збірну
1913 року провів свою єдину офіційну гру у складі національної збірної Італії.

## Кар'єра тренера
Розпочав тренерську кар'єру, повернувшись до футболу після невеликої перерви, 1920 року, очоливши тренерський штаб «Равенни».
Протягом тренерської кар'єри також очолював команди «Прато», «Гроссето», «Каррарезе», а останнім місцем тренерської роботи була команда «Мольфетта», головним тренером якої Фрезія був з 1941 по 1942 рік.
Помер 1 січня 1946 року на 58-му році життя.
| Дата      | Місто  | Господарі | Результат | Гості  | Турнір           | Голи | Примітки |
| --------- | ------ | --------- | --------- | ------ | ---------------- | ---- | -------- |
| 15/6/1913 | Відень | Австрія   | 2 – 0     | Італія | товариський матч | 0    |          |
| Усього    |        | Матчів    | 1         |        | Голів            | 0    |          |

## Титули і досягнення
- Чемпіон Італії (5):

«Про Верчеллі»: 1908, 1909, 1910–1911 1911–1912, 1912–1913